# Wilson Eduardo
Wilson Bruno Naval da Costa Eduardo, dit Wilson Eduardo ou simplement Wilson, est un footballeur international angolais né le 8 juillet 1990 à Massarelos (Portugal). Il évolue au poste d'attaquant.
Il est le frère aîné de l'international portugais João Mário.

## Biographie

### En club
Déjà prêté les trois saisons précédentes, il est de nouveau prêté en 2012-2013, à l'Académica Coimbra, après avoir effectué la pré-saison au Sporting et après avoir espéré faire enfin ses débuts avec son prestigieux club formateur. Malgré ce départ, il a l'occasion de découvrir les compétitions européennes, l'Académica Coimbra étant qualifié pour la phase de groupes de la Ligue Europa 2012-2013.
Le 20 septembre 2012, il dispute le premier match européen de sa carrière en Ligue Europa sur la pelouse du FC Viktoria Plzeň en Tchéquie, et il ouvre le score à la 19e minute, ce qui n'empêche pas son équipe de s'incliner finalement 3 buts à 1. Trois jours plus tard, il inscrit son premier but en championnat sous ses nouvelles couleurs, contre le Benfica (2-2). Par la suite, il inscrit un doublé en Ligue Europa lors de la réception de l'Atlético Madrid.
Le 20 juillet 2014, malgré deux buts lors des deux premiers matchs amicaux et une saison précédente honorable, il est prêté avec option d'achat au Dinamo Zagreb. Il est ensuite de nouveau prêté, à l'ADO La Haye.
En 2015, n'ayant pu s'imposer au Sporting Lisbonne, il se voit transféré définitivement au Sporting Braga.
Lors de la saison 2016-2017, il marque six buts en première division portugaise avec le Sporting Braga. Il est l'auteur d'un doublé cette saison-là, le 28 novembre, lors de la réception du CD Feirense. La saison suivante, il réalise sept buts dans ce championnat. Il est l'auteur de deux doublés cette saison-là, lors de la réception du Moreirense FC, puis lors d'un déplacement au Paços de Ferreira. La saison suivante, il inscrit 12 buts en première division portugaise, ce qui constitue sa meilleure performance en Primeira Liga. Il est l'auteur d'un doublé le 30 septembre 2018, lors de la 5e journée, sur la pelouse de l'Os Belenenses.
En 2016, il dispute la Supercoupe du Portugal, en étant sèchement battu par le Benfica Lisbonne.
En 2019, il atteint avec Braga les demi-finales de la Coupe du Portugal, en étant éliminé par le FC Porto. Il se met en évidence en inscrivant un doublé en quart de finale face au CD Aves.
Le 16 juillet 2020, Eduardo signe à l'Al-Aïn Club pour deux saisons. Il dispute son premier match le 15 septembre 2020 et délivre une passe décisive à l'adresse de Kodjo Fo Doh Laba lors d'un nul 3-3 contre Al-Sadd en Ligue des champions de l'AFC.

### En équipe nationale
Wilson Eduardo reçoit 14 sélections et inscrit six buts avec l'équipe du Portugal espoirs. Il est notamment l'auteur d'un doublé lors d'une rencontre amicale face à l'équipe d'Allemagne en mai 2011.
Il joue son premier match en équipe d'Angola le 22 mars 2019, contre le Botswana. Ce match gagné 0-1 rentre dans le cadre des éliminatoires de la Coupe d'Afrique des nations 2019. Officiant comme capitaine, Eduardo se met de suite en évidence en inscrivant un but.
Par la suite, lors de l'été 2019, il participe à la Coupe d'Afrique des nations 2019 organisée en Égypte. Il joue trois matchs lors de ce tournoi. Avec un bilan de deux nuls et une défaite, l'Angola ne parvient pas à dépasser le premier tour.

## Statistiques
| Saison      | Club                     | Pays     | Championnat     | Championnat | Championnat | Coupes nationales | Coupes nationales | Coupe d'Europe | Coupe d'Europe | Coupe d'Europe | Total  | Total |
| Saison      | Club                     | Pays     | Division        | Matchs      | Buts        | Matchs            | Buts              | Type           | Matchs         | Buts           | Matchs | Buts  |
| ----------- | ------------------------ | -------- | --------------- | ----------- | ----------- | ----------------- | ----------------- | -------------- | -------------- | -------------- | ------ | ----- |
| 2009 - 2010 | Portimonense (prêt)      | Portugal | Liga            | 10          | 3           | -                 | -                 | -              | -              | -              | 10     | 3     |
| 2010 - 2011 | SC Beira-Mar (prêt)      | Portugal | Liga            | 27          | 5           | 3                 | 0                 | -              | -              | -              | 30     | 5     |
| 2011 - 2012 | SC Olhanense (prêt)      | Portugal | Liga            | 27          | 7           | 3                 | 0                 | -              | -              | -              | 30     | 7     |
| 2012 - 2013 | Académica Coimbra (prêt) | Portugal | Liga            | 25          | 6           | 6                 | 2                 | C3             | 6              | 3              | 37     | 11    |
| 2013 - 2014 | Sporting CP              | Portugal | Liga Zon Sagres | 20          | 3           | 4                 | 2                 | -              | -              | -              | 24     | 5     |
| 2014 - 2015 | Dinamo Zagreb (prêt)     | Croatie  | T-Com Prva HNL  | 0           | 0           | 0                 | 0                 | C1             | 0              | 0              | 0      | 0     |

Dernière mise à jour le 20 juillet 2014.

## Palmarès
- Avec le Dinamo Zagreb
  - Championnat de Croatie (1)
    - Champion : 2015

- Avec le Sporting Braga
  - Coupe du Portugal (1)
    - Vainqueur : 2016 (ne joue pas la finale)

Coupe de la Ligue portugaise (1) :
Vainqueur en 2020